# Pablo Dorado
Pablo Dorado (* 22. Juni 1908 in Montevideo; † 18. November 1978 ebenda) war ein uruguayischer Fußballspieler.

## Vereinskarriere
Laut der Internetpräsenz des Kicker spielte er in seiner Heimat in den Spielzeiten 1927 bis 1931 für Bella Vista sowie von 1932 bis 1934 in Argentinien für River Plate. Dort wurde er 1932 mit seinem Team argentinischer Meister. Die Fußball-Internetdatenbank „playerhistory“ belegt lediglich die Jahre 1928 und 1929 sowie 1932 und 1933 als Vereinszugehörigkeit bei den genannten Vereinen in der uruguayischen Primera División bzw. der höchsten Spielklasse Argentiniens.

## Nationalmannschaft
Der Stürmer Dorado war Mitglied der uruguayischen Nationalmannschaft, mit der er sich bei der Fußball-Weltmeisterschaft 1930 den Weltmeistertitel bei der erstmaligen Austragung dieses Turniers sichern konnte. Zusammen mit Ernesto Mascheroni war er dabei der jüngste Spieler in der Mannschaft Uruguays. Im Endspiel gegen Argentinien, das seine Mannschaft mit 4:2 gewann, erzielte er das 1:0 für Uruguay in der 12. Minute des Spiels. Damit konnte er sich als erster Torschütze überhaupt im Finale einer Fußballweltmeisterschaft in den Statistiken verewigen. Insgesamt absolvierte er zwischen dem 16. Juni 1929 und dem 18. Mai 1932 sieben Länderspiele, in denen er drei Tore erzielte.

## Erfolge
- Weltmeister 1930
- Argentinischer Meister 1932